# Série 2620 da CP

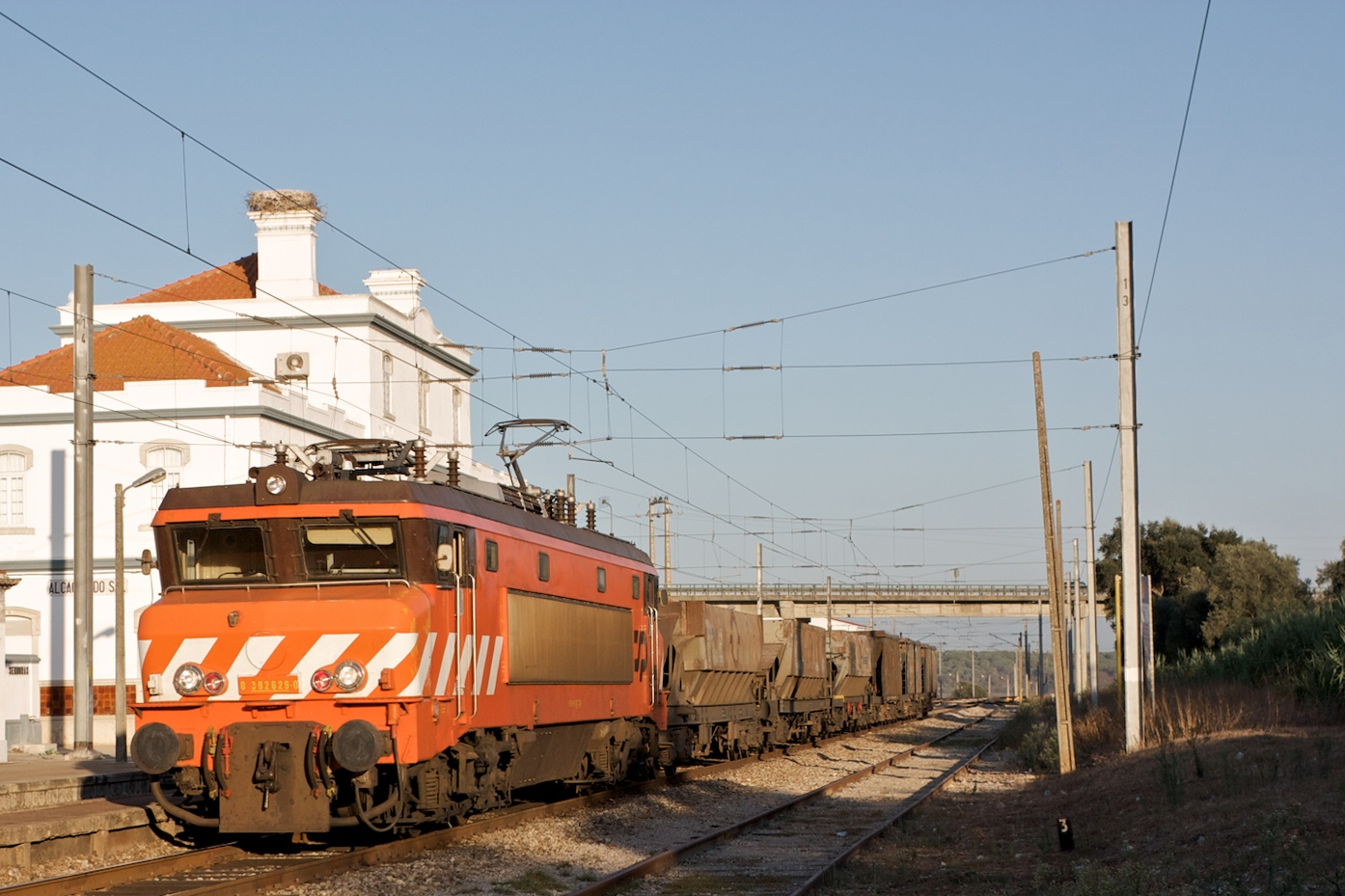
Locomotiva n.º 2629, na Estação de Alcácer do Sal, em 2009.

A Série 2620 (9 0 94 0 392621-7 a 9 0 94 0 392629-0) é um tipo de locomotiva de bitola ibérica, a tração elétrica, que foi introduzida pelos Caminhos de Ferro Portugueses, e que continuou ao serviço da sua sucessora, a operadora Comboios de Portugal.

## História

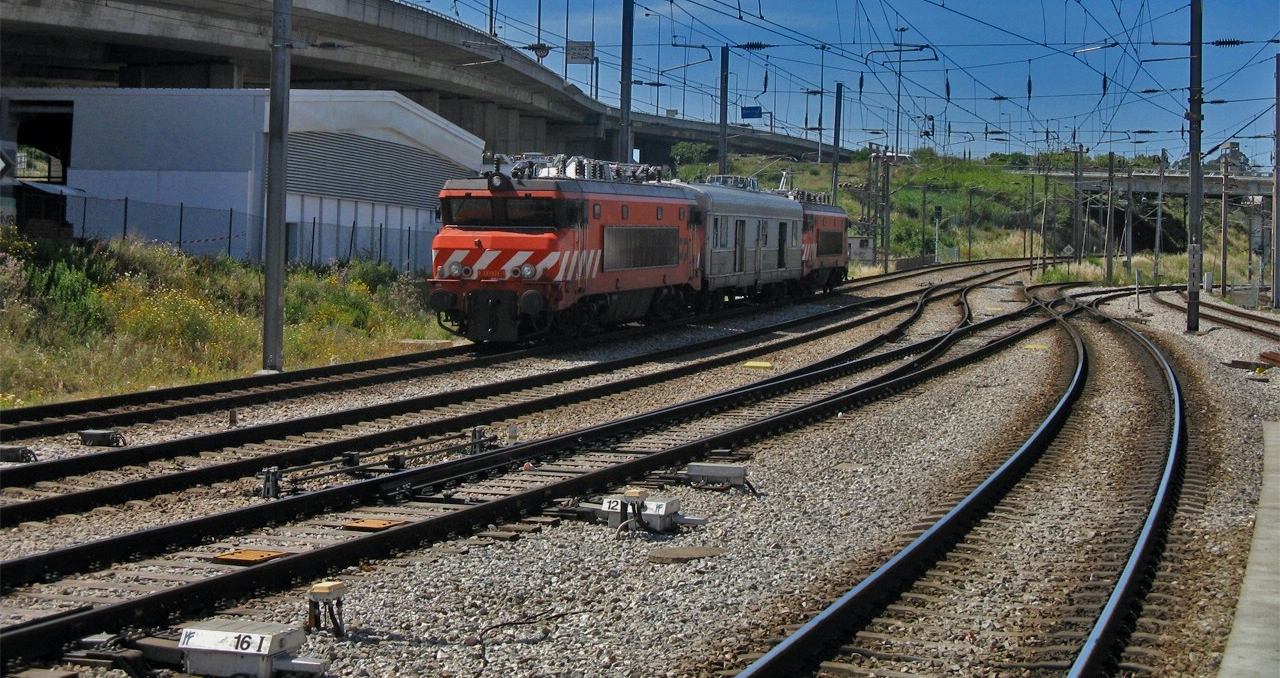
Comboio de inspecção de catenária em Campolide, composto pelas locomotivas 2624 e 2625, e um furgão.

Em 1974, entraram na frota da Companhia dos Caminhos de Ferro Portugueses as locomotivas da Série 2600, que revelaram um excelente comportamento de serviço. Assim, para reforçar o seu parque de material motor, foram encomendadas nove unidades semelhantes, sendo a principal modificação o aumento da potência disponível para 600 kVA, através do enrolamento do transformador principal. Desta forma, podiam alimentar os sistemas de ar condicionado de até quinze carruagens, nos comboios de passageiros.
Estas locomotivas foram fabricadas em 1987, nas instalações das Sociedades Reunidas de Fabricações Metálicas, sob licença da Alsthom. Uma vez que constituíam uma extensão da Série 2600, as locomotivas receberam a numeração de 2621 a 2629.

## Caracterização
Esta série consistia de nove locomotivas (duas das quais abatidas ao serviço entre 2007 e 2011), do “tipo CP 6”, a tração elétrica, de Bitola ibérica.
Cada unidade tem dois motores do tipo TAB 660 A1, fabricados pela Alsthom, podendo atingir uma velocidade máxima de 160 km/h, no regime de “Grande Velocidade”. A potência nominal por locomotiva é de 2870 kW, e o peso em ordem de marcha é de 78 toneladas. No arranque, o esforço de tração exercido é de 205 kN, em “Grande Velocidade”, ou de 245 kN, em “Pequena Velocidade”.
A configuração dos rodados é de B′B′, ou seja, dois bogies, cada um com dois rodados motores; cada bogie conta só com um motor de tração, pelo que os rodados estão mecanicamente acoplados entre si.
As rodas possuem 1140 mm de diâmetro de origem. A tensão de catenária utilizada é de 25 kV a 50 Hz, em corrente alternada. A relação de transmissão é de 1,88, no regime de “Grande Velocidade”, e de 2,87, em “Pequena Velocidade”.

## Ficha técnica
- Dados de exploração
  - Ano de entrada ao serviço: 1987[5]

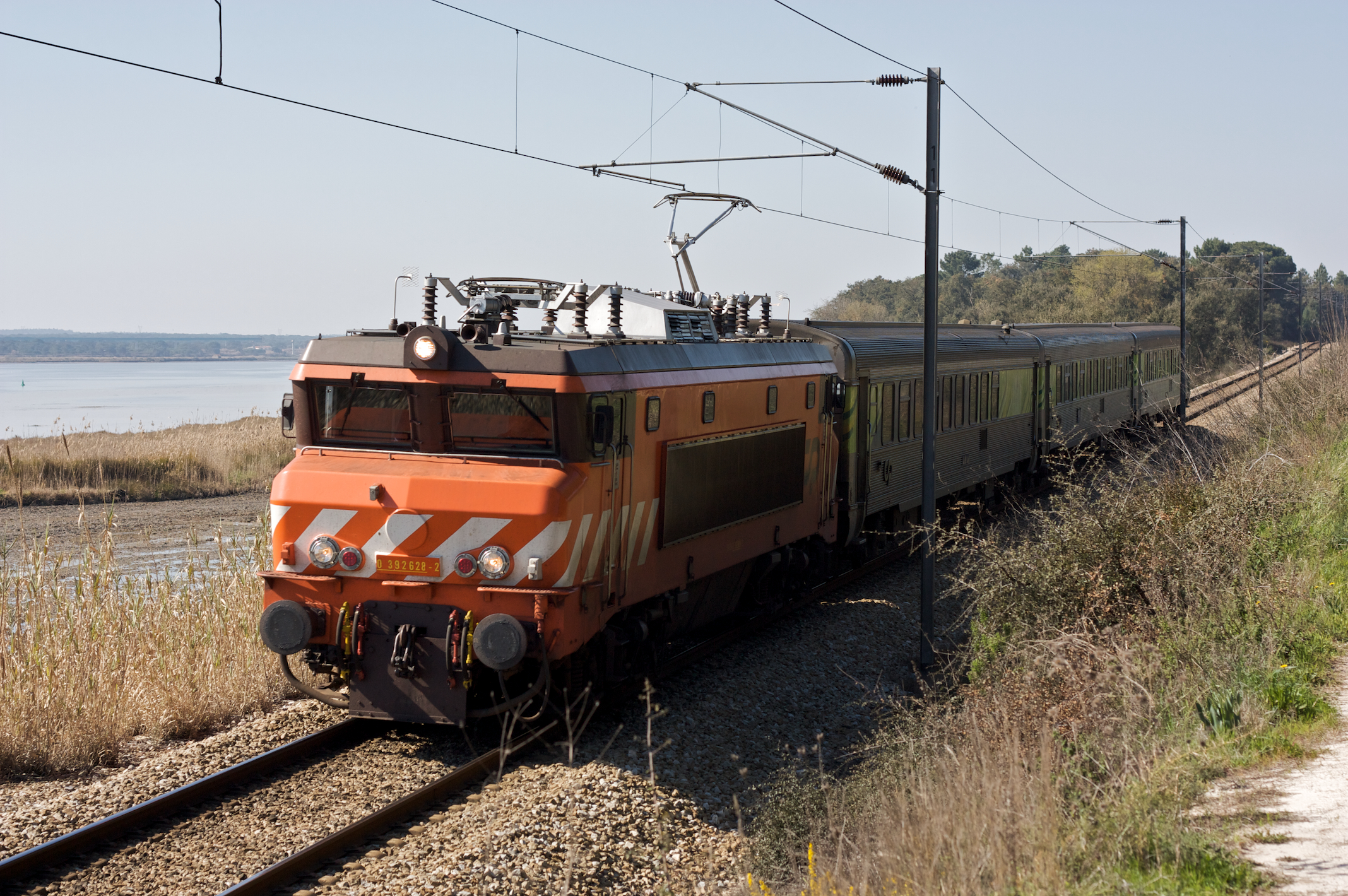
Locomotiva n.º 2628, a rebocar uma composição Intercidades junto a Alcácer do Sal.

  - Unidades fabricadas: 9 (2621-2629)[5]
  - Unidades ao serviço: 2[7]
  - Bitola de via: 1668 mm[7]
- Características gerais
  - Tipo de locomotiva (fabricante): CP 6[7]
  - Potência nominal (rodas): 2870 kW[7]
  - Potência disponível: 600 kVA[3]
  - Disposição dos rodados: B′B′[7]
  - Fabricante: Alsthom[7]
  - Tensão de catenária: 25 kV / 50 Hz[7]
  - Diâmetro das rodas (novas): 1140 mm[7]
- Características de funcionamento
  - Velocidade máxima: 160 km/h (em regime de Grande Velocidade)[7][3]
  - Esforço de tração:
    - No arranque: 205 kN (G.V.) ou 245 kN (P.V.)[7]
- Pesos
  - Peso em ordem de marcha: 78 t[7]
- Equipamento elétrico de tração
  - Motores de tração:
    - Número: 2[7]
    - Fabricante: Alsthom[7]
    - Tensão: Corrente contínua[7]
    - Tipo: TAB 660 A1[7]

  - Transmissão:
    - Relação de transmissão: 1,88 (em Grande Velocidade) ou 2,87 (em Pequena Velocidade)[7]

### Lista de material
| : | qt. | estado       |
| - | --- | ------------ |
| ✔︎ | 1   | ao serviço   |
| ⛛︎ | 6   | abatidas     |
| ⚒︎ | 2   | em reparação |
| 9 | 9   | (total)      |

| №    | : | a    | observações |
| ---- | - | ---- | --- |
| 2621 | ⛛︎ | 2022 | Semi-desmontada, ficou com revisão a meio. Não renovada. Aguarda reparação.[carece de fontes?]                                                     |
| 2622 | ⛛︎ | 2022 | Desactivada em 2010. Não renovada. Aguarda reparação.[carece de fontes?]                                                                           |
| 2623 | ⛛︎ | 2020 | Desactivada entre 2011 e 2020. Acidente em PN a 20/12/2021.                                                                                        |
| 2624 | ⛛︎ | 2021 | Aguarda reparação.[carece de fontes?] |
| 2625 | ⛛︎ | 2022 | Desactivada em 2009, por incêndio. Semi-desmontada, não renovada. Aguarda reparação.[carece de fontes?]                                            |
| 2626 | ⚒︎ | 2022 | Desactivada entre 2011 e 2020. Com farol central LED de tamanho reduzido. Aguarda rodados. Equipada com linha de comando de portas das carruagens. |
| 2627 | ⚒︎ | 2022 | Fora de serviço entre Janeiro 2011 e Maio 2020. Primeira marcha comercial a 11/08/2020. Aguarda rodados.                                           |
| 2628 | ✔︎ | 2023 | Desativada entre 2011 e 2023. Primeira locomotiva da série com a nova decoração, apresentada a 17 de Agosto de 2023.[carece de fontes?]            |
| 2629 | ⛛︎ | 2022 | Não renovada. Aguarda reparação.[carece de fontes?]                                                                                                |